# Sørhøfjell
Sørhøfjell (norwegisch für Südhöhenberg) ist ein Nunatak im ostantarktischen Enderbyland. Er ragt südlich des Mount Elkins als einer der Young-Nunatakker in den Napier Mountains auf.
Die Benennung geht vorgeblich auf russische Wissenschaftler zurück.